# Stéphan Druet
Stephan Druet (n. París el 6 de octubre de 1970) es un reconocido actor, director y productor francés.

## Trayectoria
Actor y director egresado del conservatorio de arte dramático de París. En 1995 dirigió el espectáculo de su autoría El retardado regreso de Martin Tammart. Luego del éxito alcanzado con su obra, su pasión por la opera y opereta le llevan a montar distintos espectáculos de Offenbach así como también la opereta Ta bouche (Tu boca) de Maurice Yvain que es nominada como mejor espectáculo revelación y mejor espectáculo musical a los premios Molière. Más tarde dirigiría Toi c'est Moi de Moises Simons, siendo también nominado como mejor espectáculo musical.
La prestigiosa actriz Julie Depardieu, admiradora de su trabajo, le propuso codirigir Los cuentos de Hoffmann de Offembach, espectáculo que fue representado en todos los castillos de Francia y que tuvo gran repercusión. La dupla Druet-Depardieu conmovió a la prensa y al público francés.
Es en este espectáculo Druet coincide con el actor argentino Sebastian Galeota (residente en París). De ese encuentro surgiría la idea de montar a Copi aprovechando la riqueza de ambas culturas y así nace Una visita inoportuna, espectáculo presentado en la Ciudad Cultural Konex de Buenos Aires junto a Moria Casán en el rol de la enfermera.
En 2010 crea el Festival Noches de verano Argentinas en París y dirigé el espectáculo musical "Se dice de mi, en Buenos Aires", con Sebastian Galeota, Laura Lago, Nanou Garcia, Emma Fallet, François Briault, Cecilia Filippi, Stephane Eloy, Salem Sobihi coreografiado por Caroline Roellands y vestuario de Martina Moscariello

## Obras dirigidas
- DolcEVITA de Stephan Druet Theatre Les Feux de la Rampe (2014).
- Mirame de Claire Guioni Theatre Carré Belle-Feuille à Boulogne(2013).
- Les Divas de L'obscur de Stephan Druet Festival Nuits d'été de Paris (2011).
- Amor Amor de Stephan Druet Théâtre Comedia de Paris (2011).
- Se dice de mi, en Buenos Aires de Federico Mora Festival Nuits d'été Argentinas de Paris (2010).
- Una visita inoportuna de Copi en Ciudad Cultural Konex (2009).
- Audimat de Tancrède et Fabrice Lehmanen París (2008).
- Los Cuentos de Hoffmannco-dirección con Julie Depardieu (2008).
- Sueño de una noche de verano de Shakespeare en París (2007).
- L'illusion comiquede Corneille en París(2006).
- Toi c'est Moi de Moïse Simons en París (2005).
- Don Juande Montherlant en París (2005).
- Ta bouche de Maurice Yvain en París (2004).
- Les vacances de Pandolphede George Sand (2004).
- Le Docteur Ox de Offenbach en París (2003).
- Geneviève de Brabant de Offenbach en París (2002).
- Barbe-Bleue de Offenbach en París (2001).
- Croqueferde Offenbach en París (1999).
- Femmes d’Attentede Aurore Evain en París (1998).
- Le retour sans retard de Martin Tammartde Stéphan Druet en París (1995) (1997).